# Людвиновский сельсовет
Людвиновский сельсовет (Людвіноўскі сельсавет; до 2013 г. — Костеневичский сельсовет) — административная единица на территории Вилейского района Минской области Республики Беларусь. Административный центр — деревня Костеневичи.

## География
Граничит с Долгиновским, Куренецким, Кривосельским сельсоветами Вилейского района и Мядельским районом Минской области.

## История
Костеневичский сельский Совет образован в 1940 году. 28 июня 2013 года переименован в Людвиновский сельсовет.

## Состав
Людвиновский сельсовет включает 37 населённых пунктов:
- Озеродовичи — деревня.
- Андоловщина — деревня.
- Арпа — деревня.
- Сервачь — деревня.
- Боровые — деревня.
- Волоськи — деревня.
- Волчки — деревня.
- Гедевичи — деревня.
- Герки — деревня.
- Глебенки — деревня.
- Горбачево — деревня.
- Горное — деревня.
- Гуторовщина — деревня.
- Давыдки — деревня.
- Добровичи — деревня.
- Ерхи — деревня.
- Заблощина — деревня.
- Задворье — деревня.
- Ивашиновичи — деревня.
- Клесино — деревня.
- Корековцы — деревня.
- Костеневичи — деревня.
- Костыки — деревня.
- Леоновичи — деревня.
- Лозовые — деревня.
- Лотевичи — деревня.
- Людвиново — деревня.
- Малышки — деревня.
- Манихи — деревня.
- Новоселки — деревня.
- Ольшевцы — деревня.
- Осташково — деревня.
- Подберезье — деревня.
- Сосенка — деревня.
- Стешицы — агрогородок.
- Субочи — деревня.
- Сутьки — деревня.
- Терешки — деревня.

## Производственная сфера
- Костеневичское лесничество ГОЛХУ «Вилейский опытный лесхоз»
- Участок РУП « Вилейский водоканал»
- Участок районных электросетей
- Участок ГУП «Вилейское ЖКХ»
- РСУП «Первый Белорусский». Общая площадь сельхозугодий составляет 5125 га, в том числе пашни — 3890 га.
- ОАО «Алая заря» Общая площадь сельхозугодий составляет 2994 га, в том числе пашни — 1951 га.

## Социально-культурная сфера
Здравоохранение: 2 фельдшерско-акушерских пункта, амбулатория общей практики, больница сестринского ухода.
Образование: учебно-педагогический комплекс детский сад-общеобразовательная средняя школа, общеобразовательная средняя школа, дошкольное учреждение.
Культура: сельский Дом культуры, 3 сельских клуба, 2 библиотеки.